# ファド

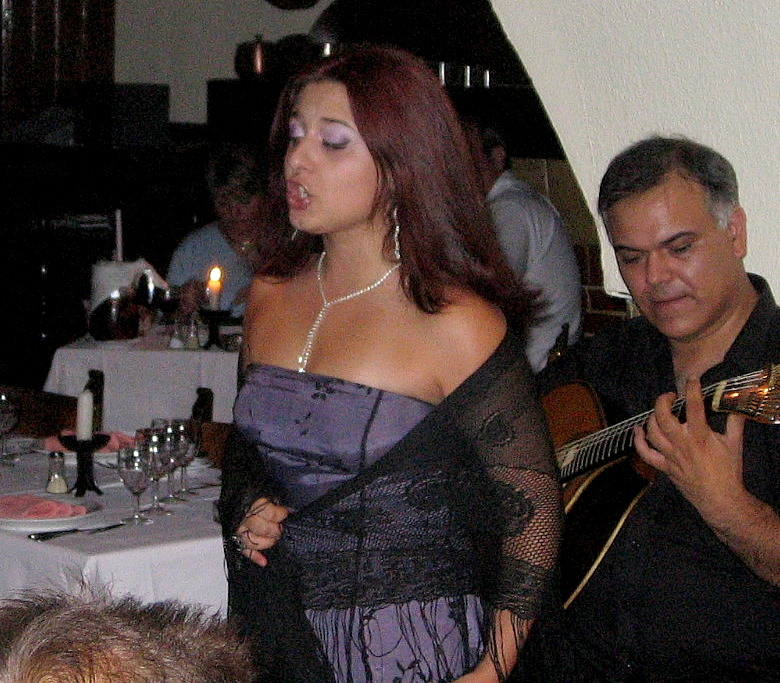
リスボンで歌うファド歌手、デボラ・ロドリゲス。

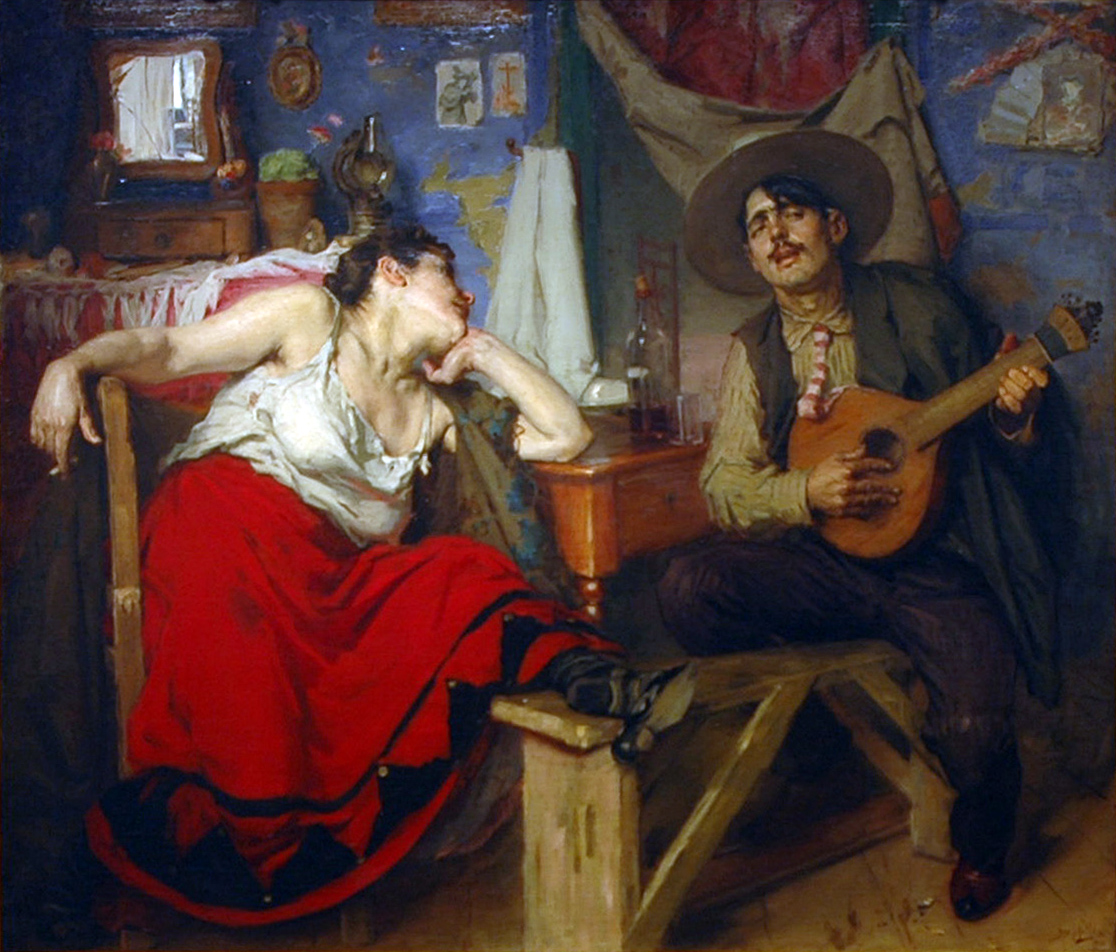
『ファド』（ジョゼ・マリョア、1910年）。

ファド（ポルトガル語: fado [ˈfaðu]）は、ポルトガルに生まれた民族歌謡。ファドとは運命、または宿命を意味し、このような意味の言葉で自分たちの民族歌謡を表すのは珍しい。ファドは1820年代に生まれ、19世紀中ごろにリスボンのマリア・セヴェーラの歌によって確立された。

## 歴史
イタリアにカンツォーネ、フランスにシャンソン、ラテンアメリカにフォルクローレがあるように、ポルトガルにはファドがある。主に「Casa de Fado」と呼ばれる（または「Casa do Fado」）レストランなどで歌われる大衆歌謡で、主にポルトガルギター（ギターラ）と現地ではヴィオラと呼ばれるクラシック・ギター（スチール弦使用）、（時には低音ギター（ヴィオラ・バイショ）が加わる場合もある）で伴奏される。
日本では、ファドは女性が歌うものとの思い込みが強いようだが、実際には性別に関係なく歌われる。また、ファドは暗く悲しいものだという誤解をもって紹介されることも多いが、我が町を賛美したり、街のうわさ話などを題材とした陽気なファドも数多くある。
因みに、「大航海時代に帰らぬ船乗りたちを待つ女たちの歌」という起源説は、1974年まで続いた独裁政権（エスタード・ノーヴォ）の文化政策の中で作られたでっちあげである。アマリア・ロドリゲスが国民的歌手として国内外で知られ、その人気は死後も衰える兆しを見せない。
首都リスボンと中北部の中心都市コインブラでそれぞれ独特のファドが育まれ、コインブラのそれはコインブラ大学の学生たちのセレナーデとして存在している。日本でよく語られる「リスボンのファドは暗く、コインブラのファドは明るい」という説も、大きな誤解である。
2011年にはユネスコの人類の無形文化遺産の代表的な一覧表に記載された。日本人のファド歌手には、月田秀子らがいた。

『ののちゃん』などの代表作で知られる漫画家いしいひさいちはファドの愛聴家であり、ファドをテーマにした作品『ROCA 吉川ロカ ストーリーライブ』を自費出版で上梓。いしいは本作で2023年の「このマンガを読め!」で1位を獲得している。

## 主なファド歌手

### 女性歌手
- アマリア・ロドリゲス
- マリア・セヴェーラ
- マリーザ（英語版）
- ミージア
- マルガリーダ・ベッサ
- アレシャンドラ
- ドゥルス・ポンテス
- クリスティーナ・ブランコ（英語版）
- ジョアナ・アメンドエイラ
- デボラ・ロドリゲス
- カルラ・ピレス
- 月田秀子
- 浅井雅子][5]
- 津森久美子[6]
- 柳貞子
- 渡辺エマ[7]

### 男性歌手
- カルロス・ド・カルモ（英語版）
- カマネー（英語版）
- アントニオ・ロシャ
- ジョルジュ・フェルナンド
- リカルド・リベイロ
- エルダー・モウティーニョ
- ペドロ・モウティーニョ
- アルフレド・マルセネイロ（英語版）
- 高柳卓也（TAKU）